# バタンタ島
バタンタ島（バタンタとう、Batanta）はインドネシアのラジャ・アンパット諸島の主要4島の一つ。西パプア州、ラジャ・アンパット県に属している。
面積は453km2で最高地点は海抜1184m。ピット海峡（Pitt Strait）でサラワティ島と分かれており、ダンピア海峡でワイゲオ島と隔てられている。

## 生物相
以下のような生物が生息する。
- イノシシ (Sus scrofa) (有史以前に人間による持ち込み)
- クマネズミ (Rattus rattus) (不確定; 人間による持ち込み)
- Myoictis wallacei (不確定)
- トゲバンディクート（英語版） (不確定)
- ハイイロクスクス（英語版）
- ブチクスクス（英語版）
- Paramelomys platyops
- ワイゲオケナシフルーツコウモリ（英語版）
- Dobsonia magna
- シタナガフルーツコウモリ（英語版）
- ナミテングフルーツコウモリ（英語版）
- メガネオオコウモリ（英語版）
- ジュフロワルーセットオオコウモリ（英語版）
- ミナミハナフルーツコウモリ（英語版）
- クロサシオコウモリ（英語版）
- グールドカグラコウモリ（英語版）
- ハチマキカグラコウモリ（英語版）
- Hipposideros maggietaylorae
- Rhinolophus euryotis
- Miniopterus australis
- Myotis adversus (不確定)
- Pipistrellus papuanus
- アカミノフウチョウ